# Gnaphalopoda undata
Gnaphalopoda undata är en skalbaggsart som beskrevs av Renaud Maurice Adrien Paulian 1991. Gnaphalopoda undata ingår i släktet Gnaphalopoda och familjen Melolonthidae. Inga underarter finns listade i Catalogue of Life.